# Kornharpen

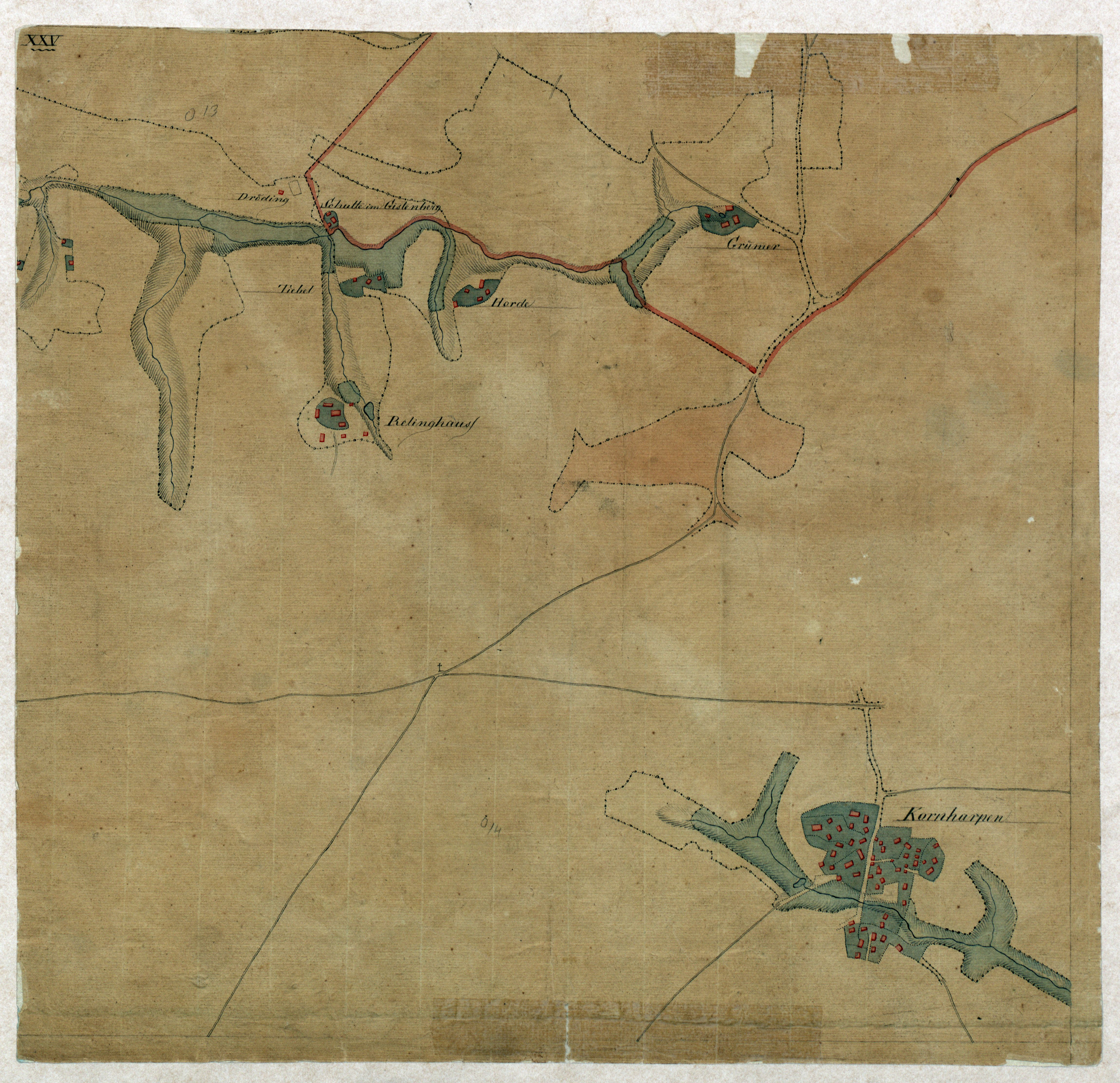
Niemeyersche Karte, 1793.

Kornharpen ist ein Ortsteil des Stadtteils Harpen im Stadtbezirk Bochum-Nord von Bochum. Es liegt südlich von Kirchharpen.

## Geschichte
Die Bauerschaft Kornharpen zählte zum Kirchspiel Harpen im Oberamt des Amts Bochum.
1929 wurde der Fußballverein SV Vorwärts Kornharpen gegründet, der im Jahre 2009 Insolvenz anmelden musste und aufgelöst wurde. Als Nachfolger wurde der FC Vorwärts Kornharpen gegründet. Der Ruhr-Park wurde 1964 eröffnet. Die Zentralmülldeponie Kornharpen wurde 1978 in Betrieb genommen.